# Campeonato Africano de Atletismo de 2022 - 5000 m feminino
A prova dos 5000 metros feminino do Campeonato Africano de Atletismo de 2022 foi disputada no dia 9 de junho, no Complexo Esportivo Nacional Cote d'Or, em Saint Pierre, na Maurícia.

## Recordes
Antes desta competição, os recordes mundiais e do campeonato nesta prova eram os seguintes:
|                       | Nome             | Nacionalidade | Tempo      | Local    | Data                 |
| --------------------- | ---------------- | ------------- | ---------- | -------- | -------------------- |
| Recorde mundial       | Letesenbet Gidey | Etiópia       | 14m 06s 62 | Valência | 7 de outubro de 2020 |
| Recorde do campeonato | Sheila Chepkirui | Quênia        | 15m 05s 45 | Durban   | 23 de junho de 2016  |
| Recorde africano      | Letesenbet Gidey | Etiópia       | 14m 06s 62 | Valência | 7 de outubro de 2020 |

## Medalhistas
| Ouro                  | Prata                  | Bronze               |
| Beatrice Chebet (KEN) | Fentaye Belayneh (ETH) | Caroline Nyaga (KEN) |

## Cronograma
Todos os horários são locais (UTC+4). 
| Data       | Hora  | Evento |
| ---------- | ----- | ------ |
| 9 de junho | 16:55 | Final  |

## Resultado final
A final ocorreu dia 9 de junho às 16:55.
| Posição           | Atleta           | Nacionalidade                  | Tempo    | Notas |
| ----------------- | ---------------- | ------------------------------ | -------- | ----- |
| Medalha de ouro   | Beatrice Chebet  | Quênia                         | 15:00.82 |       |
| Medalha de prata  | Fentaye Belayneh | Etiópia                        | 15:01.89 |       |
| Medalha de bronze | Caroline Nyaga   | Quênia                         | 15:05.34 |       |
| 4                 | Melknat Wudu     | Etiópia                        | 15:08.65 |       |
| 5                 | Sarah Chelangat  | Uganda                         | 15:37.68 |       |
| 6                 | Caster Semenya   | África do Sul                  | 16:03.24 |       |
| 7                 | Kyla Jacobs      | África do Sul                  | 16:16.06 |       |
| 8                 | Janat Chemusto   | Uganda                         | 16:38.76 |       |
| 9                 | Belvia Boyfini   | República Centro-Africana      | 19:15.02 |       |
| 99                | Bijou Masirika   | República Democrática do Congo | DNS      |       |
| 99                | Bertukan Welde   | Etiópia                        | DNS      |       |
| 99                | Elvanie Nimbona  | Burundi                        | DNS      |       |

Legenda
| Recorde mundial       | Recorde mundial (World record)               |                       | Recorde africano                      | Recorde africano (African) |                                           | Q | Classificado por posição (Qualified) |
| Recorde do campeonato | Recorde do campeonato (Championship record)  | Recorde da América    | Recorde da América (Americas)         | q                          | Classificado por melhor tempo (Qualified) |   |                                      |
| Melhor marca do ano   | Melhor marca do ano (World leading)          | Recorde asiático      | Recorde asiático (Asian)              | DNS                        | Não largou (Did not start)                |   |                                      |
| Recorde nacional      | Recorde nacional (National record)           | Recorde europeu       | Recorde europeu (European)            | DNF                        | Não terminou (Did not finish)             |   |                                      |
| Recorde pessoal       | Recorde pessoal do atleta (Personal best)    | Recorde da Oceania    | Recorde da Oceania (Oceania)          | DSQ / DQ                   | Desclassificado (Disqualified)            |   |                                      |
| Recorde da temporada  | Recorde da temporada do atleta (Season best) | Recorde sul-americano | Recorde sul-americano (South America) | NM                         | Sem marca (No mark)                       |   |                                      |